# Grenzau (Schwale)
Die Grenzau ist ein rechter Nebenfluss der Schwale in Schleswig-Holstein. Der Bach hat eine Länge von ungefähr 6,3 km und bildet im Unterlauf die Grenze zwischen den Kreisen Segeberg und Plön. Sie entspringt im Schönbökener Holz nordwestlich von Schönböken, unterquert in die B 430 und mündet nordwestlich von Gönnebek in die Schwale.